# 히츠가야 토시로

## 프로필
- 신장: 133 cm
- 체중: 28 kg
- 생일: 12월 20일
- 취미: 낮잠
- 특기: 팽이 돌리기
- 좋아하는 음식: 아마낫토(팥, 콩을 삶아서 달게 졸인 다음 설탕과 버무린 과자)
- 싫어하는 음식: 곶감 / 단 것(아마낫토는 제외)
- 휴일 보내는 법: 루콘가의 할머니 댁 방문 / 정령문 문지기 지단보 만나러 가기 / 낮잠 자기 등
- 경력

1. . 현(現) 소울 소사이어티 호정 13 대 10 번대 대장

- 참백도: 빙륜환(氷輪丸)
- 시해(始解): 빙설계 최강의 참백도 공기 중에 있는 모든 물을 조종하여 얼리고 얼음으로 만드는 능력으로, 그 힘은 강력하여 기상현상까지도 마음대로 쥐락펴락할 수 있을 정도다.
- 시해 언령: "상천(霜天)에 내려앉아라 빙륜환(氷輪丸)"
- 만해(卍解): 대홍련빙륜환(大紅蓮氷輪丸)
- 만해 능력: 토시로의 능력과 나이에 비해 너무 강한 힘을 가진 참백도이기 때문에 히츠가야 토시로의 능력과 나이로는 완전한 형태를 나타낼 수 없다. 즉 불완전한 형태이다. 하지만 위력은 불완전 형태라고 해도 강력하다. 얼음이 온몸을 감싸 용의 형태를 나타낸다. 검을 쥔 오른손은 용의 얼굴형태를 나타낸다. 뒤에는 꽃잎이 4장 달린 얼음꽃 3개가 있으며 이 얼음꽃은 만해의 유지시간을 나타낸다. 시간이 지날수록 얼음꽃잎이 하나씩 사라지며 12개의 꽃잎이 모두 사라질 때 만해는 끝이 난다고 알려져 있지만, 그때야 비로소 진정한 대홍련 빙륜환의 힘이 나타난다. 빙륜환 때보다 훨씬 더 강력하게 물과 냉기를 조종할 수 있으며, 어른의 모습이 된다.
- 참백도 실체화: 푸른색 머리를 날카롭게 다듬은 헤어 스타일에 하늘색의 하오리를 입었으며 얼굴에는 눈을 중심으로 하늘색의 X자 문장이 있다. 오른손은 얼음으로 이루어져 있으며 성격은 성실하고 올곧으며 주인인 토시로에게 충성을 다한다.

## 도구
- 의혼환(衣魂丸) - 킹
  - 토시로가 현세에 왔을 때 사용하는 의혼환으로 엄청나게 진지한 성격이긴 하지만 그에 못지않게 엄청난 바보다.

## 기술
- 경문(鏡門)
  - 박도 중 하나로 외부의 공격으로부터 대상을 완벽하게 보호하며 지키는 고등 방어 주술이다. 하지만 안에서는 의외로 쉽게 열린다.
- 천상종림(天相從臨)
  - 대기 중에 있는 수분을 전부 조종하여 하늘(기상)을 지배한다. 빙륜환(氷輪丸)의 기본적인 능력 중 하나이며 가장 강력한 기술이기도 하다.
- 용산가(龍霰架)
  - 빙륜환(氷輪丸)의 기술로 단숨에 돌진하여 적을 얼려 부셔버린다. 십자가의 형태로 얼린다.
- 천년빙뢰(千年氷牢)
  - 수십개의 얼음기둥들을 상대 주변에 일으켜 내부에 가둬놓은 형태로 내부의 적을 얼린다. 천년빙뢰(千年氷牢)를 이루는 기둥은 대기에 있는 모든 물로 구성된다.
- 빙경(氷鏡)
  - 자신의 모습을 얼음에 반사시켜서 반사된 얼음이 공격을 맞게하여 본체는 공격을 피할 수 있게 한다.
- 군조빙주(群鳥氷柱)
  - 무수히 많은 얼음을 송곳처럼 뾰족한 형태로 만들어 적에게 쏘아 날린다.
- 잔빙인형(殘氷人形)
  - 얼음으로 자신의 분신을 만드는 기술이다. 심지어 입고 있는 대장 하오리의 모양까지도 똑같다.
- 빙룡선미(氷龍旋尾)
  - 칼 끝에 얼음을 고밀도로 압축하여 칼을 휘두르며 가격한다.

1. . 빙룡선미 절공(氷龍旋尾 絶空) - 빙룡선미(氷龍旋尾)의 강화판

- 빙천백화장(氷天百華藏)
  - 천상종림으로 하늘을 지배하여 먹구름을 만든 뒤 먹구름 속에 있는 수분을 얼려 하늘에서 엄청난 양의 눈을 쏟아내리게 한다. 그 눈에 닿는 순간 그 부분에는 얼음꽃이 피며 눈송이가 상대의 몸에 닿는 즉시 얼음꽃이 되기 때문에 얼음꽃속에 상대를 가두어놓고 얼려 죽인다. 100송이의 눈꽃이 핀 순간 상대는 이미 얼음꽃으로 인해 죽어있다고 한다.

## 생애
루콘가 서쪽 제 1지구 <윤림안> 출신으로 현(現) 5번대 부대장 히나모리 모모와는 소꿉친구이다. 할머니와 같이 생활하고 있는 평범한 소년이었지만 어느 순간부터 빙륜환의 힘(본인의 영압특성)을 각성하면서 란기쿠에 의해 사신으로 발탁된다. 그 힘과 천재성을 지니고 최연소로 대장 자리에 오른 천재 소년으로 그 천재성은 당시 8번대 대장이었던 쿄라쿠 슌스이가 100년이면 따라잡히겠다고 말할 정도로 굉장하다. 히나모리 모모가 아이젠 소스케의 모반에 이용당하고 공격당하자 그에 대한 분노로 인해 아이젠 소스케를 꼭 죽이겠다고 결심한다. 평소에는 냉정하고 침착한 성격이지만 히나모리가 관련된 일이라면 물불 안 가리고 달려든다. 하지만 아이젠과의 전투에서 경화수월의 착각에 빠져 자신의 손으로 히나모리를 찔르는 어처구니 없는 일을 저지른다. 그 후, 아이젠을 퇴치하고 나서는 히나모리를 더 완벽하게 지키기 위해 만해를 집중적으로 훈련하나, 퀸시의 침략 때 너무나 쉽게 만해를 강탈 당한다.
추위에는 강하나 더위에는 약하다. 대장 중에서 가장 키가 작으며 그것 때문에 나름 콤플렉스를 가지고 있다. 취미인 낮잠 또한 할머니가 말한 "잘 자는 아이가 큰다. "라는 말을 열심히 실천하고 있는 것이다. 낮잠을 자기 위해서 일을 속전속결로 끝내며 그것 때문에 대원들 사이에서도 평판이 좋다. 또 본래 축제나 잔치처럼 사람이 많이 모이는 연회엔 잘 어울리지 않는 편이나 란기쿠에게 억지로 끌려가 참석하는 경우도 다반사이다. 단 걸 싫어하지만 아마낫토 같은 경우는 어렸을 때 할머니랑 자주 사먹었기 때문에 꺼려하지 않는다. 팽이 돌리기가 특기이며 왕년에 <윤림안>에서는 거의 무패를 자랑하던 팽이의 왕이었다고 한다. 지단보를 휴일 날 찾아가는 이유는 그가 팽이 돌리기 스승이기 때문이며 지단보는 토시로에게 팽이 돌리기 말고도 도회(都會)의 규칙을 알려준 장본인이기도 하며 둘 사이는 꽤 친하다.

## 여담
7기 5화 '토시로의 휴일'편에선 오랜만에 낸 휴가에 이치고의 여동생이자 유즈와는 이란성 쌍둥이인 카린과 함께 이치고네 집에 갔다가 유즈에게 카린의 남자친구라고 오해받는다. 하지만 카린과는 절대 연인사이가 아니다.
또 아란칼 후편에서는 히라코 신지의 동창격인 사루가키 히요리와 서로 말다툼을 하기도 했다. (사실 그게 고맙단 말 하나 때문에 이리 싸움이 났다고 한다.)
현세에 있을땐 어느 할머니께서 토시로를 자신의 집에서 어느 동안 지내게 해주었는데, 그 때 노파가 한 말이 "잠 잘자면 키가 잘큰다"라는 말인데(물론 밤이다. 그때 성장 호르몬이 가장 활발하기 때문이다.) 이 때문에 낮잠(???!?!?!?)자는 습관이 생겼다고 한다.
10번대 부대장이자 반역자인 이치마루 긴의 소꿉친구인 마츠모토 란기쿠와는 동료 사이지만 아~주 가끔씩은 누나 동생하는 사이가 된다. (쉽게 말하면 철 없는 누나 챙겨주는 남동생)
히나모리 모모와는 소꿉친구 사이이며 히나모리를 '오줌싸개 모모'라고 놀렸다. (모모는 토시로를 '시로짱'이라고 불렀다.)